# Wichita (Kansas)
Wichita az amerikai Kansas állam legnépesebb városa. Az állam középső-déli részén, az Arkansas-folyó partján fekszik. Sedgwick megye központja. Lakosainak száma 397 532 fő (2020. április 1.).
A 19. század második felében alapították, és lakói vadászatból, valamint az őslakosokkal való kereskedelemből éltek. Fekvésénél fogva a marhahajtók célpontja is volt, akik az állatokat a keleti piacokra szállító vasútvonalakat keresték. A 20. század első felében itt működött a repülés több úttörője, ami alapot adott a repülőgépgyártásnak; itt működik többek között a Cessna cég.

## Népesség
| 2010 | 382 368 |
| 2020 | 397 532 |

## Fordítás
- Ez a szócikk részben vagy egészben a Wichita, Kansas című angol Wikipédia-szócikk ezen változatának fordításán alapul.  Az eredeti cikk szerkesztőit annak laptörténete sorolja fel. Ez a jelzés csupán a megfogalmazás eredetét és a szerzői jogokat jelzi, nem szolgál a cikkben szereplő információk forrásmegjelöléseként.